# Crkva Presvetog Trojstva u Rovišću
Crkva Presvetog Trojstva u Rovišću župna je rimokatolička crkva u Rovišću u Bjelovarsko-bilogorskoj županiji.
Stara crkva Presvetog Trojstva prvi puta se spominje u popisu župa goričkog arhiđakona Ivana 1334. godine. Godine 1743. navodi se da je crkva zidana s drvenim zvonikom. Iz povijesnih izvora ne se može pouzdano utvrditi kad je sagrađena današnja crkva.
Crkva je jednobrodna građevina pravokutnog tlocrta, užeg zaobljenog svetišta sa sakristijom smještenom južno uz svetište i zvonikom nad glavnim pročeljem. Unutrašnjost je svođena češkim svodovima odijeljenim pojasnicama. Pjevalište počiva na dva stupa i ograđeno je zidanom ogradom valovite linije. Glavni oltar Presvetog Trojstva, bočni oltari sv. Antuna i Kraljice sv. Krunice i propovjedaonica nastali su u radionici majstora Budickog 1902. godine. Velika slika Bogorodice na sjevernom zidu crkve ima neobičnu kompoziciju, koja se sastoji od dva superponirana dijela. Simetralu tvori velika figura Bogorodice, koja stoji na polumjesecu i glavi zmije. Odjevena je u ružičastu dugu haljinu i tamnoplavi plašt, koji joj slobodno leprša oko tijela. Naslikao ju je Josip Paller 1780. godine.
O crkvi je pisao Josip Buturac u knjizi "Povijest Rovišća" 1975. godine (2. dopunjeno izdanje 2003.) U župi se istakao dugogodišnji župnik Lovro Hadrović, koji je i obnovio crkvu 2000. godine. U crkvi je kršten Ratko Perić 5. veljače 1944. koji je služio kao biskup mostarsko-duvanjski i trajni apostolski upravitelj trebinjsko-mrkanski od 1993. do umirovljenja 2020. godine. Iz župe potječe Željko Tanjić, doktor teologije, prvi rektor Hrvatskoga katoličkoga sveučilišta, direktor Kršćanske sadašnjosti od 2009. do 2011. godine.

## Zaštita
Pod oznakom Z-2370 vodi se kao nepokretno kulturno dobro - pojedinačno, pravnog statusa zaštićena kulturnog dobra, klasificirano kao "sakralna graditeljska baština". 

## Galerija
- Vitraj sv. Josipa
- Raspelo ispred crkve